# Pireusz

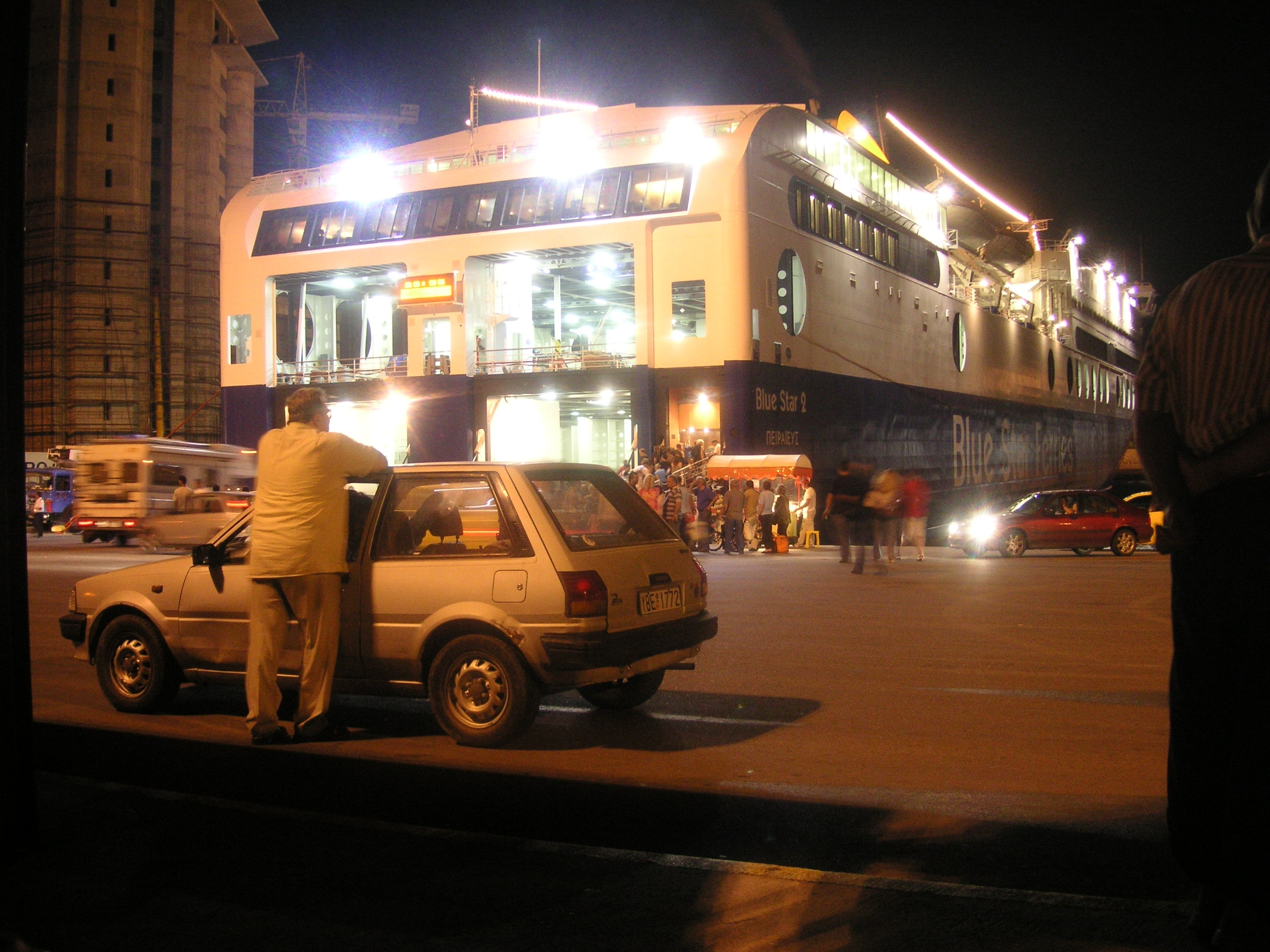
Éjszakai komp indul Pireuszból a Dodekanészosz-szigetek felé

Pireusz (görögül: Πειραιάς Pireász, ógörögül: Πειραιεύς Peiraieusz) kikötőváros az Attikai-félsziget szélén, Athéntól nem messze nyugat-délnyugatra. Már az ókori Athénnak is itt volt a kikötője, és a város 1834-es újraalapításakor is ezt a kikötőt szemelték ki. Ma a Földközi-tenger egyik legforgalmasabb kikötője.
A kikötő az athéni metrórendszerbe tartozó 1-es (zöld) vonal végállomása. Innen indulnak a személyszállító hajók az Égei-tenger szigetei felé. A kikötő nyugati része teherkikötő.

## Pireusz a görög kultúrában
Pireuszhoz kötődik a „görög blues”, a rembetika műfaja. Ugyancsak a kikötő volt a helyszíne a Melína Merkúri főszereplésével készült Never on Sunday című filmnek, amely jelentős szerepet játszott a görögországi turizmus beindításában.

## Testvérvárosok[2]
- Arhangelszk, Oroszország (1988. november 18.)
- Baltimore, Amerikai Egyesült Államok
- Galaţi, Románia
- Marseille, Franciaország
- Nancy (1966)
- Ostrava, Csehország
- Rosario, Argentína
- Sanghaj, Kína
- Szentpétervár, Oroszország
- Várna, Bulgária
- Worcester, Amerikai Egyesült Államok
- Batumi, Grúzia

## Kapcsolódó szócikk
- Pireuszi oroszlán